# Doralina Runceanu
Doralina Ioana Runceanu, verheiratete Doralina Scînteie, (* 7. Februar 1989) ist eine ehemalige rumänische Biathletin.
Doralina Runceanu startete auf Vereinsebene für den CSS Dinamo Râșnov. Sie bestritt 2006 ihre ersten internationalen Rennen im Rahmen des Biathlon-Europacups der Junioren in Obertilliach. In Osrblie gewann sie mit Réka Ferencz und Claudia Flangea ein Staffelrennen. 2007 trat sie in Martell erstmals bei einer Junioren-Weltmeisterschaft an und erreichte die Plätze 62 im Einzel, 57 im Sprint, 55 in der Verfolgung und 12 mit der Staffel Rumäniens. Ein Jahr später wurde Runceanu in Ruhpolding 12. des Einzels, 32. des Sprints, 31. des Verfolgungsrennens und Staffel-Sechste. Bei den Junioren-Wettbewerben der Biathlon-Europameisterschaften 2008 wurde die Rumänin 30. im Einzel, 45. im Sprint und 26. in der Verfolgung. Für das Staffelrennen wurde sie in die Frauen-Staffel berufen.
2008 lief Runceanu bei der Europameisterschaft in Nové Město na Moravě mit Emőke Szőcs, Alexandra Rusu und Diana Mihalache als Schlussläuferin des Staffelrennens erstmals bei den Frauen im Leistungsbereich und wurde mit Rumänien Zehnte. Zum Auftakt der Saison 2008/09 debütierte sie in Obertilliach im IBU-Cup und wurde in ihrem ersten Sprint 45. In Martell gewann sie wenig später als 32. eines Sprints erste Punkte und erreichte zugleich ihr bestes Resultat in dieser Rennserie. Bei den Sommerbiathlon-Europameisterschaften 2009 in Nové Město war Runceanu Startläuferin der Mixed-Staffel und belegte mit Diana Mihalache, Adrian Cojenelu und Roland Gerbacea den achten Platz. Ende 2009 beendete sie ihre aktive Laufbahn im Alter von 20 Jahren und begann ein Studium an der Universität Transilvania Brașov. Sie ist verheiratet und lebt derzeit in Zărnești.